# 邵永海
邵永海（1963年—），山东德州人，现为北京大学中文系教授，北京大学中国语言学研究中心研究员，1981年考入北大中文系汉语专业，主要研究方向为汉语史。邵永海曾獲2004年北京市和教育部优秀教学成果一等奖，著作有《读古人书之韩非子》等。

## 著作
- 《读古人书之韩非子》，北京大学出版社，2017年。
- 《古代汉语经典精读》，高等教育出版社，2016年。
- 《北京大学藏西汉竹书（肆）》，上海古籍出版社，2015年10月。
- 《汉语史论文集》，武汉出版社，2001年。
- 《中国山水文化大观》，北京大学出版社，1995年